# El Cerrito, Puebla
El Cerrito är en ort i Mexiko.   Den ligger i kommunen Izúcar de Matamoros och delstaten Puebla, i den sydöstra delen av landet, 120 km sydost om huvudstaden Mexico City. El Cerrito ligger 1 288 meter över havet och antalet invånare är 200.
Terrängen runt El Cerrito är kuperad åt nordost, men åt sydväst är den platt. Runt El Cerrito är det ganska tätbefolkat, med 155 invånare per kvadratkilometer. Närmaste större samhälle är Izúcar de Matamoros, 3,3 km norr om El Cerrito. I omgivningarna runt El Cerrito växer huvudsakligen savannskog.